# Gunung Jambukulit
Gunung Jambukulit är ett berg i Indonesien.   Det ligger i provinsen Aceh, i den västra delen av landet, 1 700 km nordväst om huvudstaden Jakarta. Toppen på Gunung Jambukulit är 696 meter över havet.
Terrängen runt Gunung Jambukulit är varierad.  Trakten runt Gunung Jambukulit är nära nog obefolkad, med mindre än två invånare per kvadratkilometer. Närmaste större samhälle är Reuleuet, 19,7 km nordost om Gunung Jambukulit. I omgivningarna runt Gunung Jambukulit växer i huvudsak städsegrön lövskog.